# Stockebrotjärnen
Stockebrotjärnen är en sjö i Munkedals kommun i Bohuslän och ingår i Örekilsälvens huvudavrinningsområde. Sjön är 8,3 meter djup, har en yta på 0,01 kvadratkilometer och befinner sig 154,6 meter över havet.